# 伊是名夏子
伊是名 夏子（いぜな なつこ、1982年〈昭和57年〉4月27日- ）は、日本のコラムニスト。

## 経歴
沖縄生まれ、沖縄育ち。生後間もなく骨形成不全症の障害があることが分かる。養護学校、沖縄県立首里高等学校を経て、2001年早稲田大学第一文学部入学。2006年に卒業後、那覇市の小学校英語指導員などを経て、2013年に香川大学大学院教育学研究科修了。
2010年、NHKアナウンサーの中野淳と事実婚。2013年、長男出産を機に入籍。2015年、長女を出産。2019年にペーパー離婚を選び事実婚に戻る。
2010年よりコラムニストとしても活動し、障害者の日常や子育てについて琉球新報や東京新聞・中日新聞・ハフポストなどに寄稿。
2021年2月21日、社会民主党の常任幹事に就任。2025年3月、退任した。

## 人物
- 好きな動物はパンダ、好きなことは体と環境にいいこと、性教育[11]。

## トラブル

### 経緯
改正バリアフリー法が施行された2021年4月1日。伊是名は来宮神社観光として、宿泊施設や飲食店を予約し、電動車椅子に乗って友人・介助者・子供ら5名で出発。JRへは事前連絡を行わず、小田原駅乗車の際に来宮駅下車を駅係員に伝えた。しかし来宮駅は無人駅で、改札口とホームの間の連絡手段は階段しかないことから、係員は有人駅かつバリアフリー化されている熱海駅からタクシー等での移動を推奨した。伊是名は車椅子で乗車可能なタクシーは1ヶ月前からの予約が必須と主張しバリアフリー法に則り対応するよう求めたが、利用者数3000人以下の来宮駅は同法対象ではないと説明を受ける。伊是名は次に障害者差別解消法を根拠に合理的配慮を求め、駅員3・4名を集めて電動車椅子を運ぶよう求めた。急に人員を確保できないとするJR側と交渉中に、伊是名は新聞社数社に取材を要請。駅係員と1時間ほど交渉の末、熱海駅に向かった。小田原駅から連絡を受けていた熱海駅では駅長を含め4名が一行を急遽出迎え、来宮駅まで同行。階段降下時には、100キログラム超の電動車椅子を4名で手持ち運搬した。その様子を撮影してインターネット上にアップしている。
復路は事前連絡を行い、同様の措置がとられた。伊是名は上記内容に運搬時の写真を貼付し「JRで車椅子は乗車拒否されました」と題して、4月4日に自身のブログ・Twitterで拡散を呼びかけた。

### 報道
朝日新聞グローブは、伊是名へのインタビューを含む複数の記事を4月12日に掲載した。
伊是名へのインタビューでは「ソーシャルメディアでの賛否が割れており、批判や反発する投稿の中には『なぜ事前連絡をしなかったのか』『駅員に対する感謝の気持ちが足りない』『なぜ障害者が外出するのか』などの意見が目立った。批判する人の中には車椅子利用者もいたが」と問いかけたところ、伊是名は「現在障害者が享受している権利は先人たちによる座り込み等の運動によって獲得してきた歴史がある」と語り、不便さに慣れた「わきまえる障害者」になりたくはないという考えを明らかにした。
弁護士の大胡田誠は、事前連絡がないと電車に乗車できないシステムを批判したが、それによって乗車するのに時間がかかることはある程度甘受しなければならないと主張した。
東日本旅客鉄道横浜支社広報室は取材に対し「乗車を拒否する意図はなかった」「即座に人員を確保できなかったため、熱海下車をすすめた。熱海到着直前まで調整をつづけ、ギリギリで人員の確保ができた。可能な範囲での対応を行ったと認識している」といった内容を文書で回答した。小田原駅係員の対応については「明確にご案内することができなかったことについてはお詫び申し上げたい。今後の検討とする」と謝意を示した。
国土交通省は取材に対し「やむを得ず駅を無人化する場合であっても、可能な限り安全かつ円滑な利用を確保できるよう鉄道事業者を指導してきた」と文書で回答したが、今回案件が合理的配慮として適切だったかは「詳細把握していない」ためコメントを控えた。なお、取材質問の中に電動車椅子であることは明記されていない。

### 反響

#### 擁護
伊是名が2005年の東京ディズニーランドで小人料金での不正入場疑惑等を含めインターネット上で炎上していることについて、社会学者の西田亮介は、弱者に冷たい日本社会では弱いと見なされれば直ちに攻撃される傾向があり、批判は個々にその是非が検討されるべきであってこの件と絡めて個人攻撃することは下品であると論じた。
駅の無人化をめぐる国土交通省の意見交換会でメンバーを務める佐藤聡は、「日本では障害者は特別支援学校に通うケースが多く、健常者が障害者と接する機会が少ない。障害者がどのように生活しているかというイメージがないので、突き放すのでは」と考察し、そのうえで「障害者は特別な権利を要求しているのではなく、健常者と同じような生活ができるようにしてほしいと訴えているだけ」と理解を求め、「今回を機に障害者に対する理解が深まると信じたい」と語った。
社会活動家の勝部元気は、今回の件の論点はJR側の対応が合理的配慮を欠いていたか否かだけのはずであるとし、同社の経営陣へ現場の判断に依存することがないよう周知を徹底させることや、顧客に提供すべき情報のロジスティックス体制を一刻も早く整えるべきと主張した。

#### 批判
フリージャーナリストの松田隆は、4月5日に配信されたYouTubeチャンネル「ワラしがみ」の中で伊是名が「どうやったら考えて貰えるかなって一番思うと、申し訳ないけど、こういうことを何回も繰り返すしかないんですよね。（中略）利用した駅っていうのは、無人駅になって、もう数年経っていて、今日無人駅になったから考えられませんでもないんですね。」と語ったのを受け、無人駅であったことを認識していたことと、問題の起こった4月1日が利用者数3000人未満の駅にもバリアフリー化を促すことが可能になる改正バリアフリー法施行の日であったことを指摘し、一連の件が偶然ではなく計画された政治活動である可能性を示唆した（この動画は後に会員限定となった）。さらに松田は、伊是名の主張する「タクシーは1ヶ月以上前に予約が必要」についても熱海のタクシー会社に取材し、前日昼までに予約すれば乗車可能であり当日でも不可能ではないと主張した。
経済学者の池田信夫は「常習犯」により搭乗拒否を突破された格安航空会社の路線が廃止された例があるとして、将来「駅員の賃金も払えない無人駅」が「モンスター弱者」のおかげで廃駅となり交通弱者が増えると主張した。
身体障害者の当事者であるホーキング青山とバリアフリー研究所所長の木島英登は動画対談において「乗車拒否ではなくて介助拒否」と表現し、「あれだけアグレッシブに活動していて知らないはずはない。確信犯」「事前連絡しない側に非があり、伊是名も折合いや妥協点がある」などと伊是名を非難した。
なお、木島は2017年にバニラエアで搭乗拒否された際に自力で階段を登った経験がある。なおジェットスター・アジア航空は車椅子や介助について追加料金を設定している。
エネルギーフォーラムは2021年6月8日の記事で、伊是名への非難は問題点を「冷静に指摘するものが大半」だったとして、明らかに顧客の要求が「おかしな『一線』を超えている場合」にはインフラ企業は拒否することが求められると主張した。

#### その他
欧州鉄道フォトライターの橋爪智之は、福祉先進国とされる北欧4ヵ国の国鉄でも、乗車を断られる場合がある上に12〜36時間前までに事前に電話での予約が必要であり、日本のように網の目のように鉄道網が発展しているわけでもないため、介助が必要な人の大半は自家用車もしくはタクシーで移動しているとした。また北欧以外のヨーロッパ各国も、介助が必要な場合は最短でも3時間前までに事前連絡が必要で、尚且つ無人駅でのサポートはしていない国がほとんどであり、ロンドン地下鉄のピカデリー・サーカス駅には一切のバリアフリー設備がない、としている。一方で、欧州各国では「鉄道やバスなど地域内の公共交通を同一の事業者や共同体が運行しているケースが多く、そのためにトータルな案内や乗り継ぎができる」とし、日本でも「地域ごとに地元の交通企業と連携して適宜誘導することができれば、バリアフリーの面でも利用しやすい公共交通機関に近づくと言えるのではないだろうか」と書いている。
フリーライターのみわよしこが「東海道線を利用すれば、小田原駅から来宮駅まで乗換なしで行ける」と予定の直通に乗れなかった旨の内容を寄稿したため、「直通は来宮着16時56分以降しかなく来宮神社参拝は17時まで」と乗車時間の整合性について一部の鉄道ファンから非難を受けた。
また、伊是名の著書のAmazonにおける商品レビューに内容とは無関係なデマや個人攻撃が書き込まれ、出版社を通じてレビューの削除を依頼する事態となった。

### 社民党の反応
4月9日、社民党江戸川総支部のTwitterアカウントは、地域的には今回の件と無関係ではあったが、「当党の伊是名の行動により不快な思いをさせてしまい申し訳ありません。伊是名は障害者の立場からその権利を主張することに熱意を持つあまり、今回多くの方が不快に思ってしまう結果を招いてしまいました。その件について、一支部の立場ではありますが、心よりお詫び申し上げます」と伊是名の一連の行動を問題視した上で謝罪した。
しかし4月10日、社民党本部は公式Twitterアカウントを通じ、「#伊是名夏子さんを支持します のタグに励まされています」「マジョリティの許容範囲内でしかマイノリティが生きられない社会を1歩ずつ変えていきましょう」と、所属する伊是名を全面的に支持した。また同日に公開された社民党公式YouTubeチャンネル番組内でも伊是名を擁護した。
4月11日、社民党江戸川総支部は一部のツイートを削除したと発表した。4月13日のツイートでは、「一地方支部のアカウントとはいえ、発信内容が『一線』を超えて党の政策方針に明らかに反する様な表現を使ってしまった」と説明。削除はLINEを通じて本部担当者と協議を行った結果、自主的に行ったと報告した。
4月19日、社民党は公式YouTubeチャンネルの番組へ言及した松田の記事に対し、公式Twitterを通じて一部訂正を求めた。
4月26日、社民党はnoteの公式アカウントを通じて『障害者の移動の権利を守るために−伊是名夏子常任幹事のJR乗車拒否問題についての見解−』と題した声明を発表し、障害者を含むすべての人の移動の自由は権利であり、許可を得る為の事前連絡や移動に関わった人々に感謝を強要することは障がい者差別であるとの見解を示した。また「伊是名本人は事前にJR東日本のサイトで駅情報を調べたが、無人駅であることや、事前連絡が必要だということがわからなかった」と説明。「計画的にJRを非難するためにやった」ことを党として否定した。また伊是名への誹謗中傷の責任はJR側の対応や労働環境にあり、JR東日本に合理的配慮の姿勢が感じられなかったとして対応への見解と正式な謝罪を要求した。J-CASTニュースの取材に対し、JR東日本横浜支社は「お客様の要望を承りつつ合理的配慮の提供はしたが、説明が十分でなかった点・誤解を招いてしまった点があればお詫び申し上げる」とコメントした。その時点で同党からJR宛に要請文等が届いていないことも明らかになった。

## 著書
- 『ママは身長100cm』（ハフポストブックス、ディスカヴァー・トゥエンティワン、2019年）ISBN 978-4799324608